# Trichostomum lineare
Trichostomum lineare là một loài Rêu trong họ Pottiaceae. Loài này được (Sw.) Sull. miêu tả khoa học đầu tiên năm 1876.